# Los Palacios (La Rioja)
Los Palacios es una localidad argentina del Departamento Coronel Felipe Varela, Provincia de La Rioja.
Se encuentra a unos 7 km de la localidad de Villa Unión, ciudad cabecera departamental, y se extiende en la zona comprendida entre la Ruta Nacional 76 y el Río Vinchina o Bermejo. Es una de las localidades más antiguas del departamento.

## Características de la localidad
El pueblo consta de unas pocas calles con diagrama de cuadrícula a lo largo de una calle central longitudinal paralela al trazado de la Ruta Nacional 76. Las construcciones responden al tipo tradicional espontáneo de adobe, en muchos casos con tipología urbana, dada por un claro acceso central desde el muro construido en relación con la traza de la calle.
Inmediatos al área urbanizada y en relación directa con las viviendas se desarrollan los viñedos, cuya producción es favorecida por las condiciones climáticas y el tipo de suelo.
La producción vitivinícola se realiza en general de modo artesanal en bodegas familiares, lo que produce partidas pequeñas de productos de alta calidad.
Anualmente se realiza el "Festival del Vino Patero", a fin de promover el conocimiento de esta bebida de producción artesanal tradicional. Los Palacios forma parte del producto turístico Caminos del Vino.

## Población
Cuenta con 512 habitantes (Indec, 2010), lo que representa un descenso del 14% frente a los 597 habitantes (Indec, 2001) del censo anterior.
| Gráfica de evolución demográfica de Los Palacios entre 1991 y 2010 |
|                                                                    |
| Fuente: Censos nacionales del INDEC                                |

### Sismicidad
La sismicidad de la región de La Rioja es frecuente y de intensidad baja, y un silencio sísmico de terremotos medios a graves cada 30 años en áreas aleatorias.